# Jonathan Rodríguez
Jonathan Javier Rodríguez Portillo, plus connu sous le nom de Jonathan Rodríguez, né le 6 juillet 1993 à Florida en Uruguay, est un footballeur international uruguayen évoluant au poste d'attaquant aux Portland Timbers.

## Biographie

### En club
Né à Florida en Uruguay, Jonathan Rodríguez commence à jouer pour le club de sa ville natale, l'Atlético Florida (es) (avec lequel il dispute notamment la Florida Soccer League et la Coupe nationale des clubs (es)), avant d'intégrer les équipes jeunes du CA Peñarol (un club de la capitale, Montevideo, considéré comme le meilleur club sud-américain du XXe siècle). Au début de l'année 2013, Jorge da Silva lui ouvre les portes de l'équipe première avec laquelle il joue son premier match le 26 janvier 2013 (défaite 1 but à 2, en Copa Antel (es) face au Club Guarani), en remplaçant Alejandro Siles (es) à l'heure de jeu,. Quelque temps plus tard, il est renvoyé vers les échelons inférieurs du club pour des problèmes de discipline. Pendant l'été 2013, da Silva a été démis de ses fonctions pour être remplacé par Diego Alonso, ce qui a permis à Rodríguez de retrouver l'équipe première et de participer à la tournée internationale du club, lors de laquelle il inscrit un but égalisateur face à son futur club du Benfica Lisbonne.       
Il fait officiellement ses débuts dans le monde professionnel, le 1er août 2013, lorsqu'il remplace Sebastián Cristóforo à l'heure de jeu lors d'un match nul et vierge de Copa Sudamericana face au Deportes Cobreloa. Il joue son premier match de Championnat deux semaines plus tard, le 17 août 2013, en remplaçant Fabián Estoyanoff à la 71e minute lors d'une défaite 2 buts à 4 face à River Plate. Le 31 août 2013, il délivre sa première passe décisive avec le club lors du match suivant face à Rentistas (défaite 3-2), permettant à Marcelo Zalayeta de réduire la marque. Le 15 septembre 2013, il marque son premier but avec le club face au Racing Club (victoire 2-3), offrant au passage deux passes décisives à Luis Aguiar. Le 24 novembre 2013, il inscrit son premier doublé avec le club lors du clásico face au Nacional (victoire 2-3) et délivre une nouvelle passe décisive pour Luis Aguiar à cette occasion ; cette performance lui permet d'être élu homme du match,.        
En juin 2014, il trouve un accord de vente avec le SC Braga,,, mais son transfert échoue en raison des demandes du club portugais,,. Lors du mercato hivernal suivant, il signera pour un autre club portugais : le Benfica Lisbonne (vers lequel il est transféré sous la forme d'un prêt). Le président du CA Peñarol, Juan Pedro Damiani (en), affirme que le club lisboète a payé 40% des droits économiques de l'avant-centre uruguayen, soit près de 2 millions d'euros, les 60% restants représentants quant à eux 4,4 millions d'euros. Jonathan Rodríguez arrive à Benfica en compagnie de son compatriote et coéquipier, Elbio Álvarez.        
Le 22 février 2015, il fait ses débuts dans l'équipe B du Benfica et inscrit un doublé contre l'Oriental (victoire 3-0) lors de son premier match de Segunda Liga. Toujours avec l'équipe B, il réalise le premier hat-trick de sa carrière le 18 mars 2015, en marquant 3 trois buts face au Portimonense (victoire 4-1). Ces bonnes performances dans la réserve lui permette d'être retenu dans l'équipe première le 11 avril 2015, pour un match de Liga NOS face à l'Académica (5-1), qu'il débute sur le banc avant de remplacer Jonas (auteur d'un doublé) à la 87e minute.         
Le 20 août 2015, Rodríguez est prêté au Deportivo La Corogne (évoluant alors en Liga) pour une saison. Le 10 juin 2016, il signe une entente permanente avec le club mexicain de Santos Laguna.

### En sélection nationale
Le 21 août 2014, Óscar Tabárez le convoque pour la première fois en équipe d'Uruguay pour disputer des matchs amicaux face au Japon et à la Corée du Sud,, une blessure à la cheville le prive néanmoins d'une première sélection. Un mois plus tard, il est de nouveau convoqué et parvient cette fois-ci à faire ses débuts en équipe nationale, en étant titulaire contre l'Arabie Saoudite (1-1) le 10 octobre 2014. Trois jours plus tard, il marque son premier but avec l'Uruguay, cette fois-ci en ayant été remplaçant (il entre à la mi-temps en lieu et place de Giorgian de Arrascaeta) lors du match contre l'équipe d'Oman (0 - 3), au cours duquel il enregistre au passage sa première victoire internationale.
Il fait partie de la liste des 23 joueurs retenus pour disputer la Copa América 2015 au Chili, lors de laquelle l'Uruguay devra défendre son titre de champion d'Amérique du sud acquis en 2011 en Argentine. Finalement, Jonathan Rodríguez ne dispute qu'un seul match lors de cette compétition : le quart de finale perdu contre le Chili, où il entre à la 85e minute (alors que Mauricio Isla a déjà inscrit le but de la victoire quatre minutes plus tôt), en remplaçant Carlos Sánchez. Choisit avec Diego Rolán pour — entre autres — pallier l'absence de Suárez (qui ne peut participer au tournoi en raison d'une suspension de la FIFA pour 9 matchs internationaux), ce dernier ne tarissant pas d'éloges à son égard, déclarant notamment en 2014 :  
« Le potentiel que Jona a, maintenant à cet âge, je ne l'avais pas. Honnêtement, moi, à 21 ans, je ne frappait pas la balle avec les deux pieds de la même manière que Jona la frappe, la vitesse qu'il a, je ne l'avais pas quand j'étais à Ajax. Au fil du temps, on s'améliore, mais je pense que s'il continu comme ça, il acquerra beaucoup de qualités. Il a une forte personnalité sur le terrain, il me rappelle Edi »,
Le 5 septembre 2015, il délivre sa première passe décisive en équipe nationale, en offrant le but de la victoire (0-1) à Cristhian Stuani qui marque de la tête contre le Panama. Après un match perdu (1-0) face au Costa Rica, il n'est plus sélectionné pendant trois longues années, malgré des convocations pour des matchs éliminatoires de la Coupe du monde 2018, face à la Bolivie et à la Colombie, lors desquels il reste sur le banc. En octobre 2018, il est de nouveau convoqué pour des matchs, cette fois-ci dans le cadre de la coupe Kirin Challenge, contre la Corée du Sud et le Japon,. S'il ne rentre pas lors de la première rencontre (où l'Uruguay s'incline 2-1), il retrouve le chemin des terrains et par la même occasion celui des filets lors de la seconde face aux Samurai Blues,.

## Statistiques

### Buts internationaux
| 0   | Date             | Lieu                                        | Compétition                | Résultat | Adversaire | Détail | Détail         | Détail | Sél. |
| --- | ---------------- | ------------------------------------------- | -------------------------- | -------- | ---------- | ------ | -------------- | ------ | ---- |
| 1er | 13 octobre 2014  | Sultan Qaboos Sports Complex, Bawshar, Oman | Match amical               | V 0-3    | Oman       | 87e    | du pied gauche | 0-3    | 2e   |
| 2e  | 16 octobre 2018  | Stade Saitama 2002, Saitama, Japon          | Coupe Kirin Challenge 2018 | P 4-3    | Japon      | 75e    | du pied droit  | 4-3    | 10e  |
| 3e  | 6 septembre 2019 | Stade national (2011), San José, Costa Rica | Match amical               | V 1-2    | Costa Rica | 90e    | du pied gauche | 1-2    | 17e  |

## Palmarès

### En club
| Benfica Lisbonne - Championnat du Portugal - Champion en 2015 |  | Santos Laguna - Tournoi de clôture du championnat du Mexique - Vainqueur en 2018 |  | Cruz Azul - Supercoupe des coupes du Mexique - Vainqueur en 2019 (en) - Coupe des ligues - Vainqueur en 2019 - Tournoi de clôture du championnat du Mexique - Vainqueur en 2021 - Supercoupe du Mexique - Vainqueur en 2021 (en) |  | Club América - Tournoi d'ouverture du championnat du Mexique - Vainqueur en 2023 |  |  |

### Distinction personnelle
- Meilleur buteur du tournoi de clôture du championnat du Mexique en 2021 (12 buts)